# Quarta pauperum
La quarta pauperum è il principio stabilito dal diritto canonico che la quarta parte del reddito di un beneficio ecclesiastico deve essere destinato a sovvenire al bisogno dei poveri.
Secondo un'antica tradizione dei giuscanonisti fin dal V secolo i papi Simplicio e  Gelasio avrebbero disposto l'amministrazione vescovile di tutte le rendite e la loro suddivisione in quattro parti:
- prima parte, la quarta episcopi per il mantenimento del vescovo e della sua «famiglia»;
- seconda parte, la quarta cleri per il mantenimento del clero secolare;
- terza parte, la quarta pauperum per le necessità dei poveri di Cristo;
- quarta parte, la quarta fabricae  sia i sacra tecta (cioè i costi di manutenzione degli edifici sacri), sia i luminaria ecclesiae, cioè le spese per i ceri e le altre relative al culto.[1]

In questo modo le proprietà ecclesiastiche trovavano una loro giustificazione morale ed economica.
In effetti a seguito dell'incameramento dell'asse ecclesiastico fatto in epoca napoleonica e dopo le secolarizzazioni dei beni ecclesiastici, la situazione delle popolazioni povere in genere peggiorò, almeno fino all'affermarsi del Welfare state, perché le istituzioni laicali tardarono a svolgere quel ruolo svolto, sia pure tra tanti abusi, dalla quarta pauperum.